# Team Jayco-AIS
Team Jayco-AIS was een Australische wielerploeg, die actief was in de continentale circuits van de UCI.
Team Jayco-AIS telde anno 2012 twaalf renners, die allen de Australische nationaliteit bezitten. De renners waren nog erg jong (tussen de 18 en 21 jaar). Michael Matthews reed voor het team totdat hij in 2011 de overstap naar de Rabobank wielerploeg maakte. Hetzelfde geldt voor Rohan Dennis, die in 2011 de overstap naar het Continental Team van Rabobank maakte, maar in 2012 terugkeerde naar zijn vorige team.

## Bekende (oud-)renners
- Glenn O'Shea (2009-2012)
- Jack Bobridge (2008-2009)
- Rohan Dennis (2009-2010, 2012)
- Simon Clarke (2006-2008)
- Peter Dawson (2006-2007)
- Luke Durbridge (2010-2011)
- Michael Hepburn (2010-2011)
- Leigh Howard (2009)
- Michael Matthews (2009-2010)
- Travis Meyer (2008-2009)
- Wesley Sulzberger (2006-2008)

2006 · 2007 · 2008 · 2009 · 2010 · 2011 · 2012